# Ylber Ramadani
Ylber Latif Ramadani (Starnberg, 1996. április 12. –) albán válogatott labdarúgó, a Lecce játékosa.

## Pályafutása

### Klubcsapatokban
Ramadani a koszovói Ferizaj csapatában kezdte felnőtt pályafutását, majd Koszovóban megfordult még a Prishtina és a Drita csapatainál is. 2016-ban az albán Partizani Tirana játékosa lett. 2017 és 2021 között a dán Vejle BK csapatában több mint száz bajnoki mérkőzésen lépett pályára. 2021 júniusa óta a magyar élvonalbeli MTK játékosa. 2022. június 8-án jelentették be, hogy a skót Aberdeen csapatához szerződött három évre.

### A válogatottban
Többszörös albán utánpótlás-válogatott. 2018 márciusában debütált a felnőtt válogatottban egy Norvégia elleni felkészülési mérkőzésen.

## Statisztika

### A válogatottban
| Válogatott | Év       | Mérk. | Gól |
| ---------- | -------- | ----- | --- |
| Albánia    | 2018     | 4     | 0   |
| Albánia    | 2019     | 3     | 1   |
| Albánia    | 2020     | 2     | 0   |
| Albánia    | 2021     | 6     | 0   |
| Albánia    | 2022     | 9     | 0   |
| Albánia    | 2023     | 8     | 0   |
| Albánia    | 2024     | 6     | 0   |
| Összesen   | Összesen | 38    | 1   |

#### Góljai az albán válogatottban
| #  | Dátum            | Ellenfél | Eredmény | Kiírás       | Esemény |
| -- | ---------------- | -------- | -------- | ------------ | ------- |
| 1. | 2019. június 11. | Moldova  | 2 – 0    | Eb-selejtező | 90+2'   |